# Merano-Maia Bassa
Merano-Maia Bassa (wł. Stazione di Merano-Maia Bassa, niem: Bahnhof Meran-Untermais) – stacja kolejowa w  miejscowości Merano, w prowincji Bolzano, w niemieckojęzycznym regionie Trydent-Górna Adyga, we Włoszech. Znajduje się na linii Bolzano – Merano. 
Według klasyfikacji RFI ma kategorię srebrną.

## Linie kolejowe
- Linia Bolzano – Merano
- Linia Lana – Postal